# Музей истории пенсий
Музей истории пенсий — музей, открытый в помещении отделения Пенсионного фонда России по Еврейской автономной области. Расположен в городе Биробиджан по адресу улица Шолом-Алейхема, дом 45. Музей создан группой активистов Пенсионного фонда как общественный и открыт в апреле 2008 года. Сотрудники музея, содержащего уже более 250 экспонатов, позиционируют его как первый не только в России, но и в мире.
Музей посвящён истории возникновения и развития пенсионного дела в России. Экспозиция музея истории пенсий охватывает почти трёхсотлетний период российской истории, начиная с времени Петра I, который, введя пенсии для морских чинов, стал фактически основателем российской пенсионной системы. Согласно Морскому уставу, государственная пенсия назначалась матросам, получившим инвалидность на службе или в бою, а также семьям погибших за Отечество.

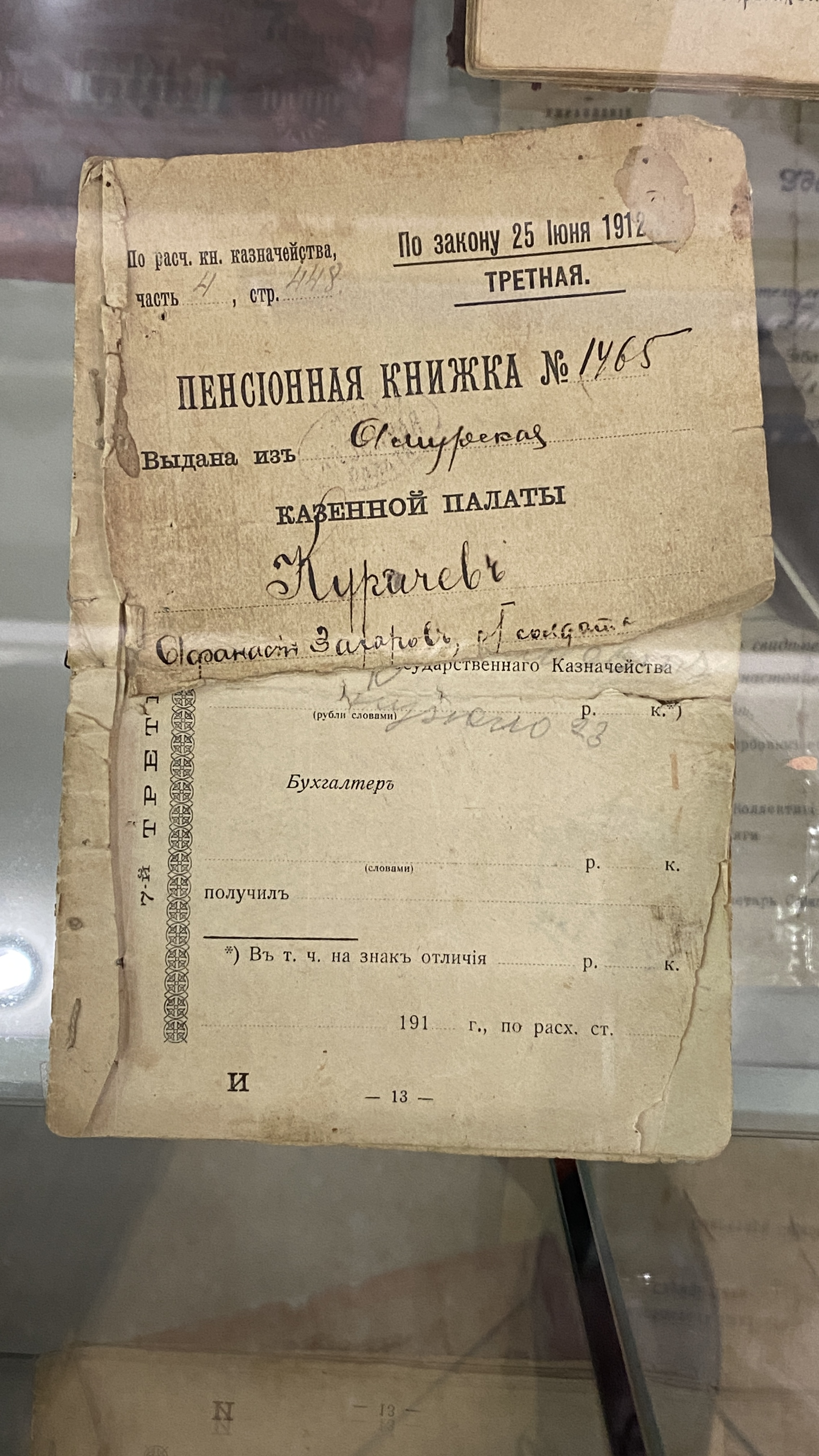
Экспонат пенсионной книжки Афанасия Курачёва

Мысль о создании музея возникла при подготовке к уничтожению архивов с истекшим сроком хранения. По словам Татьяны Мошкиной, бывшей хранительницы музея:

Когда я увидела одно из таких дел, рука не поднялась его сжигать. Пенсионная книжка была обернута какой-то старинной газетой, которая сама по себе уже раритет. А на фотографии был красный партизан Григорий Чуркин. Он родился в 1882 году, воевал за Волочаевку. Теперь это наша история. 
В настоящее время коллекция пополняется вещами и документами, которые дарят посетители музея.

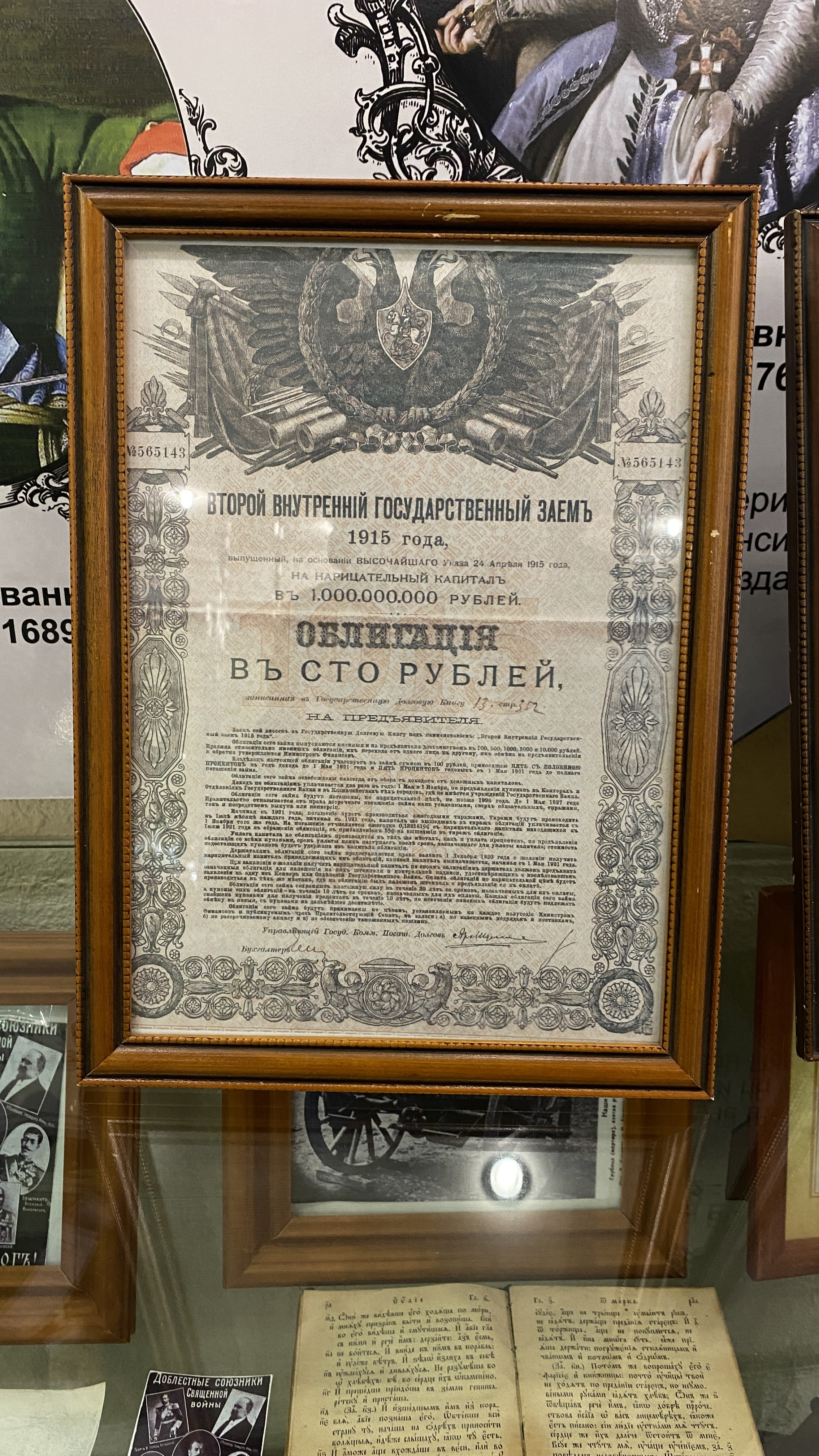
Экспонат государственной облигации 1915 года

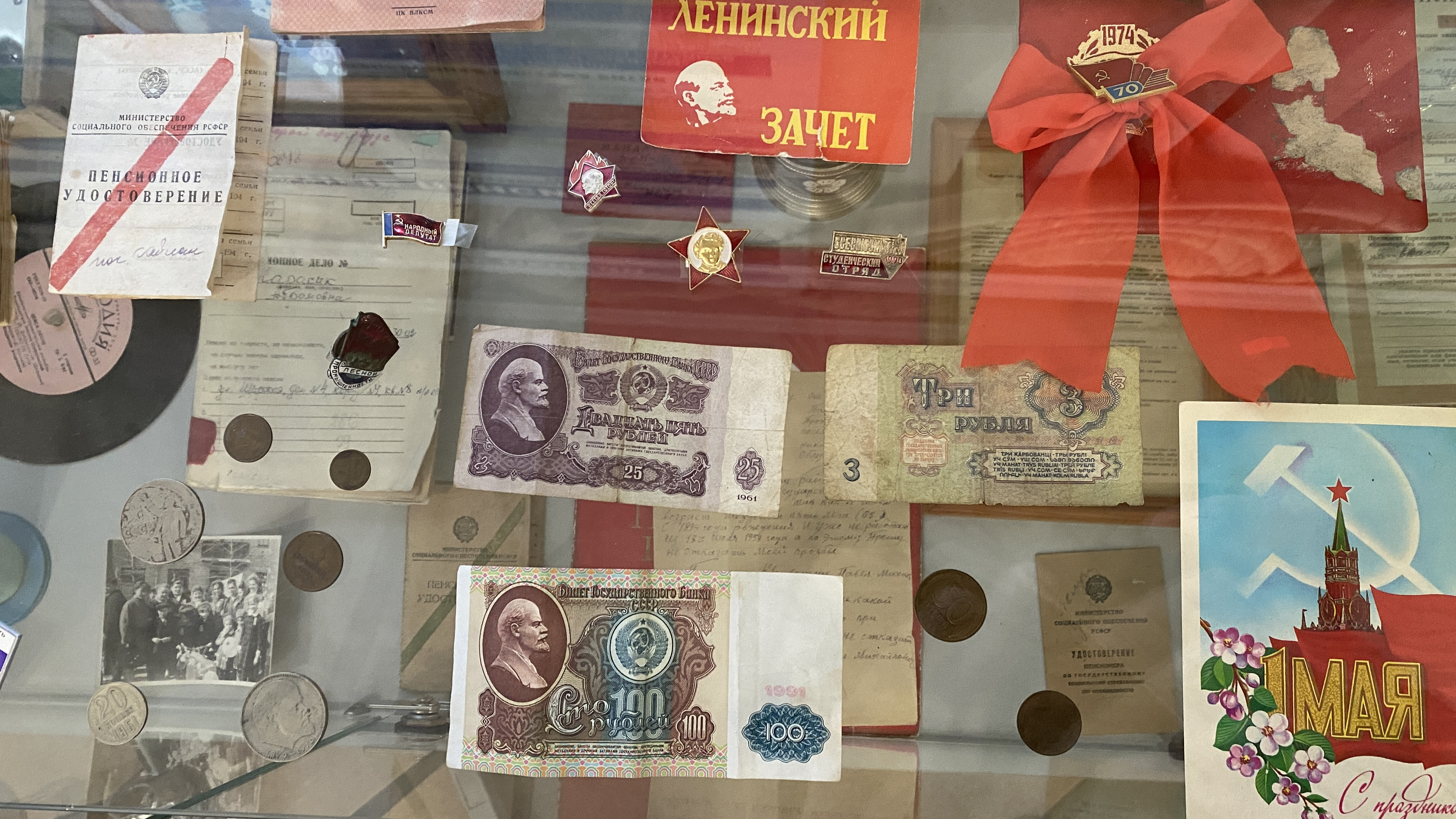
Экспонаты банкнот XX века

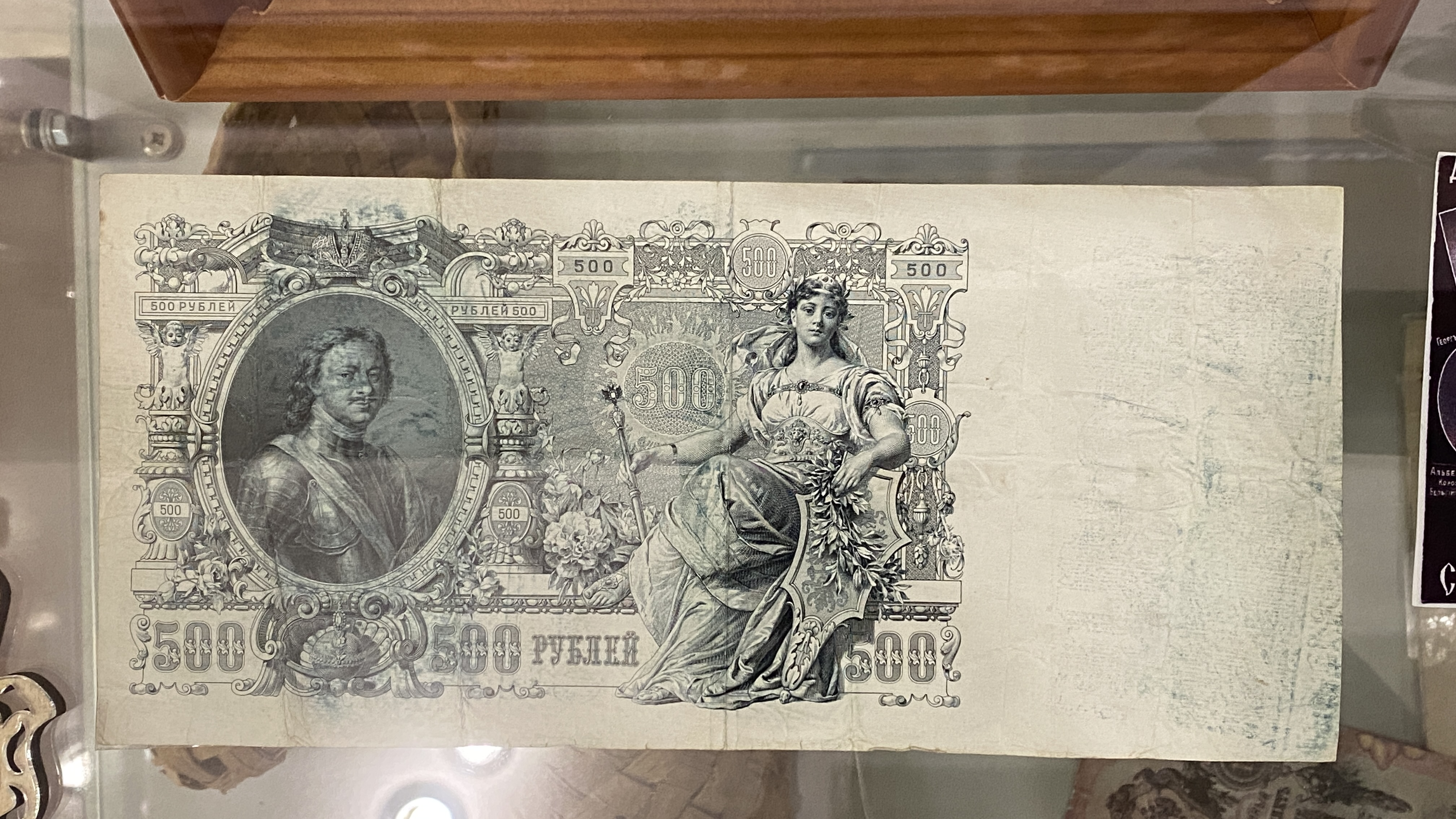
Экспонат самой большой банкноты в мире

В музее выставлен ряд редких архивных документов, касающихся начисления и выплаты пенсий в разное время. Среди уникальных экспонатов — пенсионная книжка героя Первой мировой войны, Афанасия Курачёва, имеющего три георгиевских креста; пенсионная книжка солдатской вдовы Второй мировой, оформленная на простой газете. Исторические документы представлены в антураже предметов соответствующей эпохи — керосиновой лампы, солдатской амуниции, открыток, денежных купюр, фотографий и газетных вырезок. Помимо этого, в музее представлен подлинный инвентарь, с которым работали сотрудники пенсионных органов — пишущая машинка, канцелярские принадлежности, счёты с костяшками вишнёвого дерева, арифмометр, калькуляторы разных поколений.

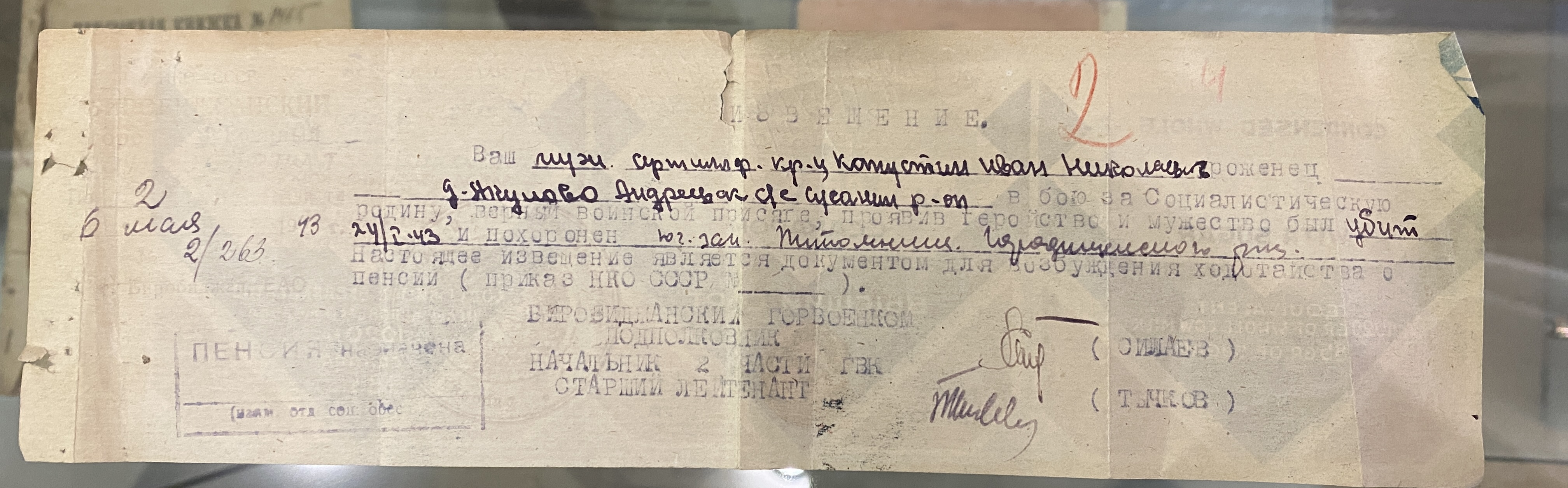
«Похоронка» 1943 года, которая печаталась на обёртке сгущёного молока

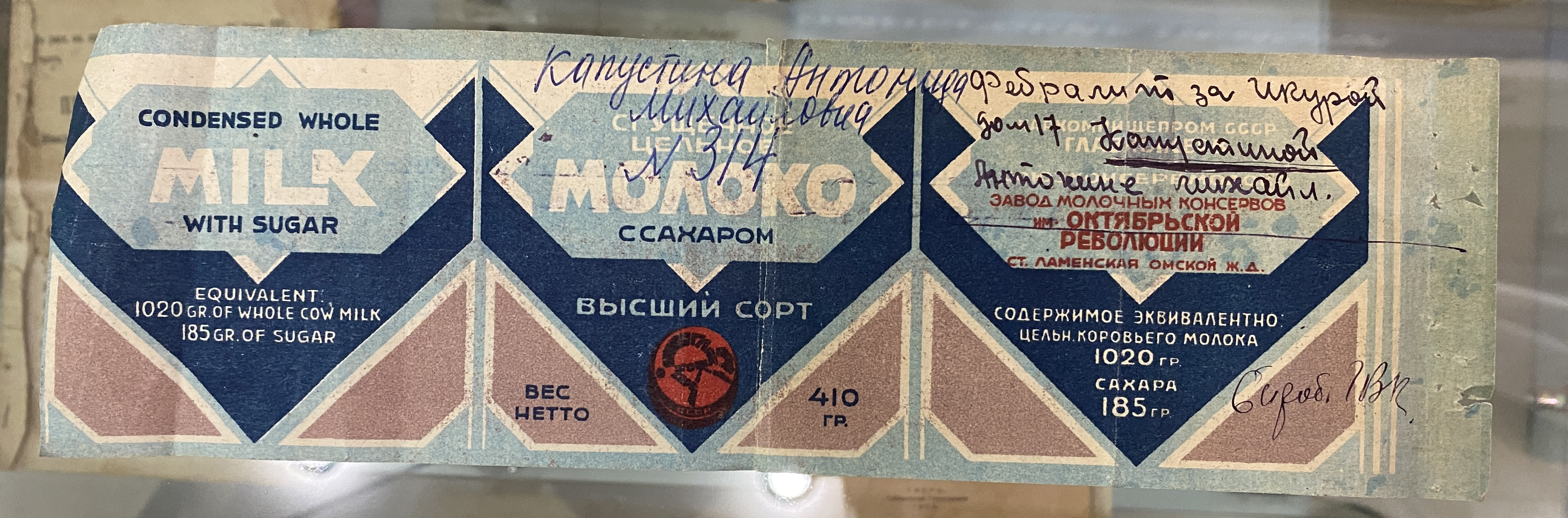
Обратная сторона «похоронки»

Экспонаты музея рассказывают, например, о том, как солдаты, вернувшиеся с фронтов Гражданской войны, получали пенсию мукой и картофелем. К такой практике пришлось вернуться в начале 1990-х годов, когда в связи с отсутствием средств пенсии вновь стали выдаваться натуральными продуктами.
Отдельное место занимает часть экспозиции, посвящённая современному Пенсионному фонду, здесь можно видеть портреты и биографии руководителей отделения, фотоотчёты о важных событиях. Посетители музея могут узнать, как с помощью цифровых технологий организована современная работа Пенсионного фонда.
Музей организует передвижную экспозицию, которую сотрудники музея представляют в школах и на предприятиях области.